# 黑緣黃唇魚
黑緣黃唇魚為輻鰭魚綱鱸形目鱸亞目石首魚科的其中一種，分布於西印度洋區的印度西孟加拉邦及緬甸海域，體長可達50公分，棲息在沿岸海域，可做為食用魚。